# Румен Трифонов
Румен Цветанов Трифонов е български футболист, ляв полузащитник. Роден е на 25 февруари 1985 г. в Козлодуй, Народна република България.

## Кариера
Юноша на ПФК ЦСКА (София). През сезон 2003/04 е привлечен в мъжкия отбор, но не успява да се наложи в състава на червените. Впоследствие е преодстъпен в Конелиано, с който спечелва промоция в А група. Поради преименуването на Конелиано в Черноморец (София) Трифонов е освободен от отбора, а след това разтрогва с ЦСКА по взаимно съгласие. Следващият сезон играе във Вихрен, а през 2007 подписва с Миньор (Перник). В А група за сезон 2008/2009 има 26 мача и 1 гол за „чуковете“. През същия сезон играе и полуфинал за Купата на България с пернишкия тим. През есента на 2009 г. вкарва 2 гола за Миньор (Перник) при победата с 3:0 над ПФК ЦСКА (София) на ст. Българска армия. 
В края на януари 2010 е продаден в ПФК ЦСКА (София) за 50 000 евро. Напуска „армейците“ през юни 2012 г. след като договорът му изтича. В началото на август 2012 г. е привлечен в Черноморец (Бургас). Дебютира за „акулите“ на 27 октомври срещу Лудогорец (Разград).
На 13 декември 2012 г. е арестуван по подозрения за черно тото. Освободен е на 4 януари 2013 г. В същия ден подписва договор с Локомотив (София).

## Отличия
- Купа на България – 1 път носител (2011) с ЦСКА (София)[3]
- Суперкупа на България – 1 път носител (2012) с ЦСКА (София)